# Tereza Portugalská
Tereza Portugalská (portugalsky Teresa de Portugal, 1157? – 6. května 1218, Furnes) byla hraběnka flanderská a burgundská. Během života ve Flandrech si změnila jméno na Matylda, nechala si říkat královna a zosnovala sňatek svého synovce Ferdinanda s osiřelou dcerou prvního křižáckého latinského císaře Balduina I., dědičkou flanderského hrabství.

## Život

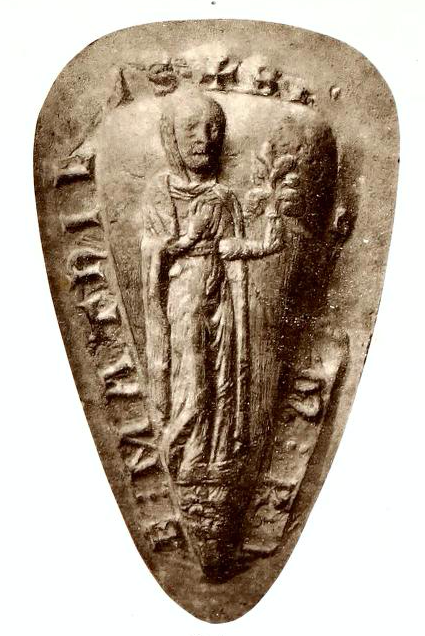
Terezina pečeť

Narodila se jako dcera portugalského krále Alfonse I. a Matyldy, dcery savojského hraběte Amadea III. Údajně byla oblíbenou dcerou svého otce a podle portugalského historika Maria Romy podědila půvab a nezdolný temperament po své stejnojmenné babičce.
Roku 1183 se provdala za ovdovělého flanderského hraběte Filipa, sňatek byl dílem diplomatického umu anglického krále Jindřicha II. Filip svou ženu tituloval jako královnu a svou nejmilejší manželku a stejný titul používala i ona sama. Často se podílela na jeho rozhodnutích a společně učinili donaci pro kapli kláštera Clairvaux, kde si přáli být spolu pohřbeni. Filip se opakovaně vydával do Svaté země, což se mu nakonec stalo osudným. Zemřel při třetí křížové výpravě při obléhání Akkonu na jednu z mnoha epidemií, které se v té době tak lehce šířily ve vojenských leženích. Manželství bylo bezdětné a ovdovělá Tereza sehrála důležitou roli při přechodu osiřelého hrabství na švagrovou Markétu. Během svého vdovství vydala řadu důležitých listin a nebála se zasáhnout ve svém vdovském podílu proti novému hraběti Balduinovi.
Terezino druhé manželství s burgundským vévodou Odem III. skončilo rozchodem, protože bylo, stejně jako to první, bezdětné. Zapuzená žena se vrátila na své vdovské statky a po smrti synovce Balduina se ujala jeho osiřelých dcer a Johaně domluvila sňatek se svým portugalským synovcem Ferdinandem. Vilém Bretaňský, autor životopisu francouzského krále Filipa II. si Terezy povšiml v souvislosti s bitvou u Bouvines a obsadil ji do svého díla v roli staré čarodějnice, jež špatně pochopila předpověď zobrazenou v vržených kostkách. Synovec Ferdinand patřil v bitvě k poražené straně a na příštích třináct let skončil v žaláři francouzského krále.
Tereza se Ferdinandova propuštění nedočkala, zemřela jako dáma pokročilého věku, když se při nehodě utopila v močále a byla pohřbena po boku prvního manžela Filipa v Clairvaux.